# Lemaitre (groupe)
Pour les articles homonymes, voir Lemaitre.
 (juin 2016).
Si vous disposez d'ouvrages ou d'articles de référence ou si vous connaissez des sites web de qualité traitant du thème abordé ici, merci de compléter l'article en donnant les références utiles à sa vérifiabilité et en les liant à la section « Notes et références ».
Lemaitre (prononcé en français : [ləmɛtʁ] ) est un duo norvégien d'indie électronique originaire d'Oslo. Le duo se compose de membres de Ketil Jansen et Ulrik Denizou Lund qui se sont rencontrés au lycée à Lillehammer, dans le sud-est de la Norvège. Jansen et Lund se sont regroupés pour former Lemaitre, le 20 juin 2010. Lemaitre vit actuellement à Los Angeles, en Californie.
Depuis la création du duo au cours de l'été 2010, Lemaitre a publié huit EP : la série Relativity: Relativity 1, 2, 3 et Relativité by Nite; The Friendly Sound; Singularity et plus récemment 1749.
Le duo a publié ce dernier EP, 1749, le 29 janvier 2016.  Le nom de "1749" vient de la maison où Lemaitre a vécu au cours de leur temps à Los Angeles et qui a également servi de studio à faible budget. La maison était précédemment détenue par le célèbre rappeur américain et producteur Dr Dre, pendant les années 1990.

## Carrière

### 2010: le Big Bang du groupe
Lors d'une interview, Lund et Jansen ont expliqué que le nom du groupe est un hommage à Georges Lemaître, le prêtre Belge à l'origine de la Théorie du Big Bang et du concept de physique désormais connu sous le nom de Loi de Hubble. En 2014, dans le magazine Interview, Jansen ajoute que "[Lemaitre] signifie "maître" en français", mais qu'ils n'en savaient rien lors du choix de ce nom pour leur projet.
Lemaitre présente sa première production en 2010 sous le titre "Primeval Atom", du nom de la théorie "de l'atome primitif" développée par George Lemaître et fondation de la théorie du Big Bang. Cette piste est suivie, quelques semaines plus tard, par "Momentum", tout aussi dédiée aux découvertes du prêtre belge. Ces deux pistes constituent la genèse du groupe, qu'est venu compléter leur premier EP "The Friendly Sound" en fin d'année. 

### 2012 - 2013: La série Relativity
Mais la notoriété de Lemaitre est principalement venue avec sa série d'EPs "Relativity" dans laquelle le groupe continue d'utiliser du vocabulaire issue des théories scientifiques. Cette série se compose de trois EPs principaux : Relativity 1, Relativity 2 et Relativity 3, et de Relativity by Nite, un EP de versions remixées de pistes issues des trois premiers opus. 
Il est à noter que Lemaitre est aussi admiré pour produire l'intégralité de ses échantillons d'origine et n'utiliser aucun sample extérieur.
Relativity 2, le troisième EP et second de la série Relativity est passé en tête des ventes Canadiennes et des ventes iTunes américaines dans la catégorie albums électroniques en mai 2012. L'EP s'est positionné en tête des charts à travers un certain nombre de pays, notamment en se plaçant #3 en Suisse, #8, en Australie et #10 en France. Dans le monde entier, la Relativité 2 atteint la remarquable place #4 sur iTunes dans la catégorie "Pop".

Relativité by Nite a marqué une différence radicale avec les EPs précédents du groupe, de par sa taille, mais aussi par la présence exclusive de remixes rares et de pistes instrumentales.

### 2014: Astralwerks
En janvier 2014, le duo signe chez Astralwerks Records.  Label d'un certain nombre d'artistes notables, y compris Porter Robinson, Deadmau5, Empire of The Sun et de divers autres artistes, dont les Daft Punk, que Lemaitre a déjà évoqué comme une source d'inspiration importante du groupe. La relation avec Astralwerks Records, s'est révélée fructueuse pour tous. Lemaitre a eu l'occasion de travailler sur des remixes pour d'autres artistes Astralwerks, tels que Porter Robinson, puis Jansen et Lund ont collaboré avec lui sur la chanson "Polygon Dust" pour son premier album Worlds, sorti en 2014.,
En outre, Lemaitre aurait reconnu que le "choix [de rejoindre Astralwerks] semblait juste", d'autant plus que le label était celui de certains de leurs "héros sonores", à savoir les Daft Punk et The Chemical Brothers. 
Cette même année, Lemaitre révèle son 6e EP intitulé Singularity avant de sortir, en 2015, une version remixée de ce même EP par plusieurs artistes tels que Tobtok, Chuck Inglish ou Nebbra. 

### 2016:1749
En janvier 2016, le groupe sort un nouvel EP 1749 en hommage à leur adresse à Los Angeles, mettant ainsi fin à la tradition des titres scientifiques maintenue jusqu'ici. Le premier single "Closer" a rencontré un succès notable notamment à la suite de son utilisation dans des publicités telles que British Telecom TV. 
À la suite de la sortie de 1749, Lemaitre a entrepris une courte tournée dans sept villes européennes, y compris un arrêt dans leur patrie, à Oslo, en Norvège. Pendant ce même temps, leur nouveau vidéoclip pour la chanson "Stepping Stone" , mettant en vedette l'artiste Mark Johns (aussi connu comme itsmarkjohns), un membre de Skrillex's OWSLA collectif de création, a été publié le 18 février 2016. Mark Johns les a également accompagné sur scène durant leur tournée européenne
Jansen et Lund sont à l'affiche d'un certain nombre de festivals cette année, y compris des apparitions au festival de Coachella en avril et la fin de l'été aux Finding Festival en Norvège.

### 2017: Chapter One
Le 2 juin 2017, le groupe sort Chapter One. Un album avec une sélection de leurs meilleurs morceaux pendant cette « première période ». Il est précédé deux semaines auparavant de Higher, un single utilisé dans une pub Apple pour l'Apple Watch.